# Werner Marti (Politiker)

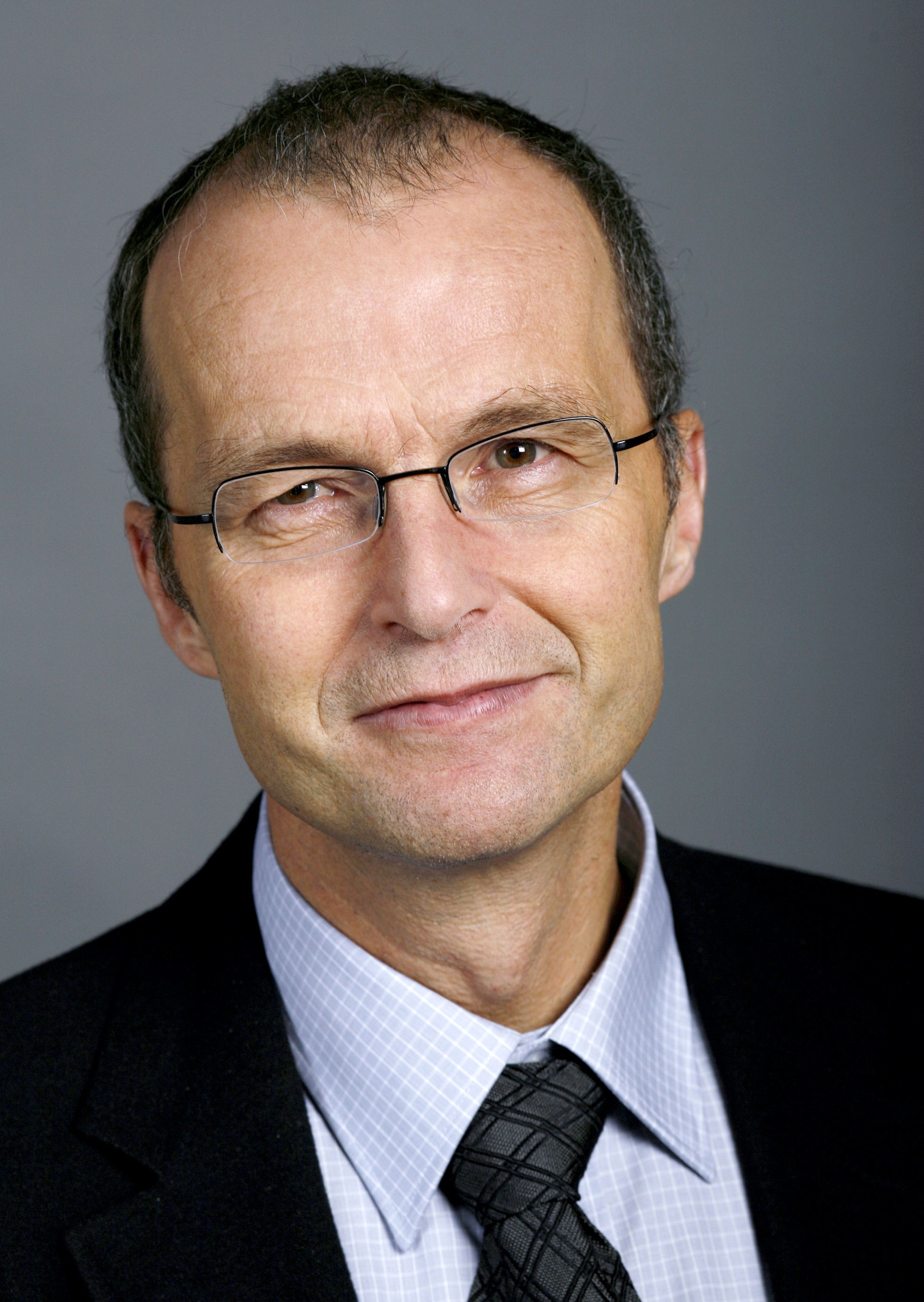
Werner Marti

Werner Marti (* 20. April 1957 in Glarus) ist ein Schweizer Rechtsanwalt und Politiker (Sozialdemokratische Partei). Er gehörte von 1991 bis Ende 2008 dem  Nationalrat an.

## Biografie
Werner Marti gehörte von 1986 bis 1990 dem Gemeinderat von Sool und dem Landrat des Kantons Glarus an. Von 1990 bis 1998 war er Regierungsrat des Kantons Glarus. Von 1996 bis 2004 amtete Werner Marti als Preisüberwacher. Bei der Wahl des Parteipräsidenten der SP Schweiz unterlag er 2004 Hans-Jürg Fehr. Seit dem 25. November 1991 war  Werner Marti Mitglied des Nationalrats. Er kandidierte bei der Wahl am 10. Februar 2008 für den frei gewordenen Sitz von Fritz Schiesser im Ständerat, unterlag dabei aber Pankraz Freitag.
Marti schied zum Ende 2008 aus dem  Nationalrat aus und trat auf 1. Januar 2009 in den Verwaltungsrat der AlpTransit Gotthard AG ein, zu deren Präsidenten er im Frühjahr 2009 gewählt wurde. Am 18. Dezember 2009 wurde er per 1. Januar 2010 als neuer Präsident des Verwaltungsrates der Billag gewählt.
Werner Marti ist  Bürger von Sool.